# Hina Kino
Hina Kino (木野 日菜 Kino Hina?, nacida el 12 de febrero de 1997) es una seiyū japonesa de la Prefectura de Saitama, afiliada a Amuleto. Después de comenzar su carrera de actuación de voz en 2014, interpretó su primer papel principal como Sylvia Silkcut en la serie de anime Masō Gakuen H × H en 2016. También es conocida por sus papeles como Sayaka Itomi en Toji no Miko y Hanako Honda en Asobi Asobase.

## Biografía
Nació en la prefectura de Saitama el 12 de febrero de 1997. Ella había estado interesada en el anime y manga desde temprana edad, particularmente le gustaban las series One Piece y Danshi Kōkōsei no Nichijō. Durante sus años de secundaria, se dio cuenta de la carrera de seiyu después de ver un programa de entrevistas producido por la revista de juegos Famitsū; su interés en la actuación de voz fue influenciado aún más al ver la película One Piece: Episode of Chopper: Bloom in the Winter, Miracle Sakura. Debido a estas razones, decidió seguir una carrera de actuación de voz al ingresar a la escuela secundaria.
Kino se matriculó en una escuela de entrenamiento de actuación de voz durante su tercer año de secundaria. Después de terminar su entrenamiento, hizo su debut como actriz de voz en el videojuego de 2014 Thousand Memories. Según ella, como era su primer papel y estaba nerviosa por cómo resultaría, decidió "practicar rigurosamente" para el papel. Su primer anime siguió ese mismo año cuando interpretó el papel de camarera en un episodio de la serie de anime Daitoshokan no Hitsujikai. En 2016, interpretó su primer papel principal como Silvia Silkcut en el anime Masō Gakuen H × H. En 2017, interpretó el papel de Collon en el anime Shūmatsu Nani Shitemasu ka? Isogashii Desu ka? Sukutte Moratte Ii Desu ka?. En 2018, interpretó los papeles de Sayaka Itomi en Toji no Miko y Hanako Honda en Asobi Asobase; ella junto con sus coprotagonistas de Asobi Asobase interpretaron los temas de apertura y cierre de la serie "Three Piece" (ス リ ピ ス, Suripisu) e "Inkya Impulse" (イ ン キ ャ イ ン パ ル ス, Inkya Inparusu), respectivamente. En el 2020 a la salida de Project Sekai: Colorful Stage! feat. Hatsune Miku, recibió el papel del personaje de Emu Otori.

## Filmografía

### Anime
Los papeles principales están en negrita.
2014
- Daitoshokan no Hitsujikai como Camarera[1]

2015
- Ore ga Ojō-sama Gakkō ni "Shomin Sample" Toshite Rachirareta Ken como Señora, Sirvienta[1]
- Magical Somera-chan como Humano Artificial Número 1260, Hámster, Nutria Marina

2016
- Boku Dake ga Inai Machi como Misato[1]
- Aikatsu Stars! como Ayumi Naruse
- Love Live! Sunshine!! como Estudiante
- Project Qualidea como Estudiante
- Masō Gakuen H × H como Sylvia Silkcut[4]
- Scared Rider Xechs como Hembra A

2017
- Gabriel DropOut como Alexander, gato, niño, multitud, chica, poodle, Ueno[1]
- Shūmatsu Nani Shitemasu ka? Isogashii Desu ka? Sukutte Moratte Ii Desu ka? como Collon[3]
- Senki Zesshō Symphogear como Tiki
- Princess Principal como Julie

2018
- Toji no Miko como Sayaka Itomi[5]
- Slow Start como Banbi Fujii[8]
- Steins;Gate 0 como Kaede Kurushima[9]
- Asobi Asobase como Hanako Honda[6]
- Overlord III como Kuuderika

2019
- Toji no Miko como Sayaka Itomi[5]
- Sword Art On-line: Alicization como Linel
- Watashi ni Tenshi ga Maiorita! como Yuu Matsumoto
- Kaguya-sama wa Kokurasetai: Tensai-tachi no Ren'ai Zunōsen como Mikiti
- Star☆Twinkle PreCure como Fuwa[10]
- Kanata no Astra como Funicia Raffaëlli[11]
- YU-NO: A girl who chants love at the bound of this world como Ai
- African Office Worker como Sasshō Hámster[12]

2020
- Murenase! Seton Gakuen como Ranka Ōkami[13]
- Magia Record como Ikumi Makino (Episodio 7)

2021
- Tsuki to Laika to Nosferatu como Anya Simonyan

2022
- Hataraku Maō-sama! 2nd season como Alas Ramus

2023
- Ayakashi Triangle como Lucy Tsukioka
- Buddy Daddies como Miri Unasaka

### Videojuegos
2018
- Magia Record: Puella Magi Madoka Magica Gaiden como Ikumi Makino

2020
- fuga:melodies of steel como mei marzipan

2022
- Hatsune Miku: Colorful Stage como Emu Otori

- Honkai Impact 3rd como Griseo

2023
- Genshin Impact como Sigewinne
- fuga:melodies of steel 2 como mei marzipan